# ウィリアム・オーフェリン
ウィリアム・オーフェリン（William Anthony Oefelein、愛称Bill、1965年5月29日 - ） はアメリカの元宇宙飛行士、海軍軍人。
スペースシャトルのミッション（STS-116）でパイロットの役割を果たした。

## 略歴
アラスカのアンカレッジ育ち。

オレゴン州立大学卒業。

1988年、海軍入隊。

1989年、テキサスにて飛行訓練。

1990年、海軍パイロット。

その後、NASAと宇宙飛行士として、契約、着任。

2007年、NASAから解任され、6月1日付けで海軍に復帰。

## 逸話
NASAで宇宙飛行士として勤務していた時に不倫相手のリサ・ノワックが起こした事件により、人々に知られることになった。

## 注
1. ↑  2007年5月25日NASAの報道官の正式発表。AFPの報道などでも参照可能。